# Dick Wesson (acteur)
Pour les articles homonymes, voir Dick Wesson (homonymie) et Wesson.
Dick Wesson né le 19 novembre 1922 à Cambridge, Massachusetts, et mort le 25 avril 1996 à Rancho Mirage, Californie, est un acteur, producteur, scénariste et réalisateur américain.

## Filmographie

### Acteur

#### Cinéma
- 1950 : Destination... Lune ! (Destination Moon) de Irving Pichel : Joe Sweeney
- 1950 : Le Grand Assaut (en) (Breakthrough) de Lewis Seiler : Pvt. Sammy Hansen
- 1951 : Les Révoltés de Folsom Prison (en) (Inside the Walls of Folsom Prison) de Crane Wilbur : Tinker
- 1951 : Les Amants de l'enfer (Force of Arms) de Michael Curtiz : Kleiner
- 1951 : Le Chevalier du stade (Jim Thorpe -- All-American) de Michael Curtiz : Ed Guyac
- 1951 : Sunny Side of the Street (en) de Richard Quine : Dave Gibson
- 1951 : La Ronde des étoiles (Starlift) de Roy Del Ruth : Sergent Mike Nolan
- 1952 : About Face de Roy Del Ruth : Dave Crouse
- 1953 : La Taverne des révoltés (The Man Behind the Gun) de Felix E. Feist : Sergent Monk Walker
- 1953 : The Desert Song de H. Bruce Humberstone : Benjy Kidd
- 1953 : La Charge sur la rivière rouge (The Charge at Feather River) de Gordon Douglas : Pvt. Cullen
- 1953 : La Blonde du Far-West (Calamity Jane) de David Butler : Francis Fryer
- 1953 : Paris Follies of 1956 (en) de Leslie Goodwins : Chuck Russell
- 1961 : Le Zinzin d'Hollywood (The Errand Boy) de Jerry Lewis : The A. D.
- 1977 : Le Toboggan de la mort (Rollercoaster) de James Goldstone : Le père touriste

#### Télévision

##### Téléfilm
- 1963 : The Fugitive de Walter Grauman : Narrateur (non crédité)

##### Séries télévisées
- 1949 : Hollywood House :
- 1955 : Mike Hammer : Clef (saison 2, épisode 24)
- 1955-1959 : The Bob Cummings Show (en) : Sailor / Frank Crenshaw (5 épisodes)
- 1957-1958 : The People's Choice (en) : Rollo 'Hex' Hexley (27 épisodes)
- 1960 : Alcoa Theatre (en) : Ernie (saison 3, épisode 16)
- 1963, 1968 et 1969 : The Beverly Hillbillies : Patient / Man on Plane / Cabbie (3 épisodes)
- 1968 : That Girl  : Détective Charlie Thompson (saison 3, épisode 8)
- 1973 : Maude : Ernie (saison 1, épisode 17)
- 1974-1975 : Paul Sand in Friends and Lovers : Jack Riordan / Jack Reardon(4 épisodes)
- 1975 : Starsky et Hutch (Starsky & Hutch) : Ed (saison 1, épisode 1)
- 1975 : Docteur Marcus Welby (Marcus Welby, M.D.) : Charlie Benson (saison 7, épisode 2)
- 1976 : Quincy (Quincy, M.E.) : Clarence (saison 1, épisode 3)
- 1977 : Dog and Cat (en) : Zink Kauffen
- 1977 : Tabatha (Tabitha) : Mr Robbins (saison 1, épisode 6)
- 1979 : Makin' It (en) : Mort (saison 1, épisode 2)

### Producteur

#### Cinéma
- 1967 : Tammy and the Millionaire de Leslie Goodwins, Sidney Miller et Ezra Stone
- 1969 : Change of Mind de Robert Stevens

#### Séries télévisées
- 1960-1961 : My Sister Eileen (en) (5 épisodes)
- 1963-1964 : Petticoat Junction (en) (38 épisodes)
- 1967 : Tammy (en) (17 épisodes)

### Réalisateur

#### Téléfilm
- 1967 : Ready and Willing

#### Séries télévisées
- 1960-1961 : My Sister Eileen (en) (5 épisodes)
- 1964 : Petticoat Junction (en) (2 épisodes)

### Scénariste

#### Cinéma
- 1969 : Change of Mind de Robert Stevens

#### Séries télévisées
- 1957-1959 : The Bob Cummings Show (en) (36 épisodes)
- 1957 et 1959 : The Real McCoys (en) (2 épisodes)
- 1959 : Startime (en) (saison 1, épisode 4)
- 1960 : Denis la petite peste (Dennis the Menace) (saison 1, épisode 27)
- 1960-1961 : My Sister Eileen (en) (5 épisodes)
- 1961 : The Hathaways (en) (saison 1, épisode 1)
- 1963-1964 et 1966 : Petticoat Junction (en) (9 épisodes)
- 1963-1971 : The Beverly Hillbillies (61 épisodes)
- 1973 : Gaspard et les Fantômes (Goober and the Ghost Chasers)
- 1973 : Butch Cassidy (en)
- 1974 : Maude (saison 2, épisode 15)
- 1974 : These Are the Days (en)
- 1982 : Barney Miller